# سهونی
سهونی طایفه‌ای از شاخه چهارلنگ ایل بختیاری است، که بر پایه ساختار اجتماعی ایل بختیاری، زیرمجموعه‌ای از باب کیان‌ارثی می‌باشد.
طایفه سهونی از اتحاد سه طایفه بختیاری تحت یک مدیریت واحد به وجودآمده است. سهونی، به معنی سه خانواده یا سه خانه می‌باشد و اشاره دارد، به سه طایفه زیرمجموعهٔ آن. سه طایفه زیرمجموعه طایفه سهونی عبارتند از:
- طایفه کهیش
- طایفه حموله
- طایفه باورصاد

## جغرافیا
سردسیر طایفه سهونی
- شهرستان کوهرنگ از توابع استان چهارمحال و بختیاری.

گرمسیر طایفه سهونی
- شهرستان مسجدسلیمان از توابع استان خوزستان.